# Jieyang
Jieyang (léase Chie-yan; en chino, 揭阳; pinyin, Jiēyáng; literalmente, ‘sol naciente o ascendente’) es una ciudad-prefectura  en la provincia de Cantón, República Popular de China. Se ubica en las costas del Mar de la China Meridional. Su área es de 5265 km² y su población total para 2018 fue más 6 millones de habitantes.

## Administración
La ciudad prefectura de Jieyang se divide en 5 localidades que se administran en 1 distrito urbano, 1 ciudad suburbana y 3 condados. 
- Distrito Rongcheng 榕城区
- Ciudad Puning 普宁市
- Condado Jiedong 揭东县
- Condado Jiexi 揭西县
- Condado Huilai 惠来县

## Aeropuerto
El aeropuerto principal es el Jieyang Chaoshan (揭阳潮汕机场) inaugurado el 15 de diciembre de 2011.